# یواس‌اس ولینگ (پی‌جی-۱۴)
یواس‌اس ولینگ (پی‌جی-۱۴) (به انگلیسی: USS Wheeling (PG-14)) یک کشتی بود که طول آن 189' 7" بود. این کشتی در سال ۱۸۹۷ ساخته شد.